# Lassaad Chabbi
Lassaad Chabbi (* 23. August 1961 in Tunis) ist ein österreichischer Fußballtrainer tunesischer Herkunft.

## Karriere
Chabbi begann seine Trainerkarriere bei den Amateuren des SC Austria Lustenau. 2001 wurde er Co-Trainer von Edi Stöhr bei den Profis. Mit dem Deutschen Trainer ging er 2003 nach Tunesien zum Club Olympique des Transports und wurde gleichzeitig im tunesischen Verband tätig. Danach trainierte er von 2006 bis 2007 den österreichischen Amateurklub FC Rätia Bludenz, wo er sich den Aufstieg in die Vorarlbergliga sicherte. 2007 wurde er Trainer in der AKA Vorarlberg. Nach sieben Jahren als Jugendtrainer wurde er im Januar 2014 Co-Trainer des Tunesiers Nabil Maaloul beim katarischen Erstligisten al-Jaish. Nachdem Maaloul kuwaitischer Nationaltrainer geworden war, löste Chabbi seinen Vertrag im Katar auf. Im März 2015 kehrte er als Cheftrainer zum SC Austria Lustenau zurück.
Im März 2017 wurde er Trainer des Bundesligisten SV Ried, bei dem er einen bis Mai 2019 gültigen Vertrag erhielt. Mit den Riedern musste er zu Saisonende aus der Bundesliga absteigen. Im April 2018 wurde Chabbi beurlaubt.
Im August 2018 wurde er Trainer von Ratchaburi Mitr Phol in Thailand. Im November 2018 verließ er die Thailänder.
Im Juli 2019 wurde er Trainer der US Monastir in Tunesien. 2021 wechselte er zu Raja Casablanca in Marokko. 

## Persönliches
Chabbis Söhne Seifedin (* 1993) und Nino (* 1995) sind Fußballspieler.  
Seifedin spielte bereits in der AKA Vorarlberg unter seinem Vater. Er wurde von 2015 bis zu seinem Wechsel in die Schweiz im Sommer 2016 bei Lustenau und von 2017 bis 2018 bei der SV Ried wieder von ihm betreut. 